# 3-Länder-Radweg
Die 225 km lange 3-Länder-Radweg führt durch das Dreiländereck von Hessen, Baden-Württemberg und Bayern. Entlang von Mümling, Neckar und Main erkundet die Route den Odenwald und passiert dabei zahlreiche von Fachwerk geprägte historische Städte, Natur- und Kulturdenkmäler sowie ausgedehnte Wälder. Da die Tour auch über Steigungen und starke Gefällstrecken verläuft, die nur teilweise durch Bahnstrecken umgangen werden können, ist die Route nur bedingt familientauglich. Etwa 50 % der Strecke werden vom ADFC für Rennräder empfohlen.

## Charakteristik
Entlang der Flüsse Main, Neckar und Mümling ist die Route vorwiegend flach. Bei den Übergängen zwischen diesen sind aber erhebliche Steigungen zu überwinden. Die größten Steigungen können zwischen Erbach und Eberbach mit der Odenwaldbahn umfahren werden. Die Strecke ist gut ausgebaut und größtenteils asphaltiert, es sind aber auch wassergebundene Decken und Schotter- und Waldwege vorhanden. Die Beschilderung ist in beide Richtungen durchgängig vorhanden und die Strecke ist fast vollständig autofrei geführt. Teilweise werden auch wenig bis mäßig befahrene Ortsdurchfahrten genutzt. Für die Tour wird ein Tourenrad mit bergtauglicher Schaltung empfohlen.

## Streckenbeschreibung
Die Entfernungs- und Höhenmeterangaben wurden dem Hessischen Radroutenplaner entnommen. Als Etappeneinteilung wurde eine Drei-Tages-Tour gewählt. Alle Entfernungsangaben und Höhendifferenzen HM sind als „circa“-Angaben zu verstehen.

### Michelstadt–Hirschhorn
Der 46 km lange Abschnitt startet in der Nähe des Bahnhofs von Michelstadt und endet in Hirschhorn am Neckar. Er enthält 762 Hm an Aufstiegen und 837 Hm an Gefällstrecken. Diese Etappe kann auch alternativ mit der Odenwaldbahn zurückgelegt werden. Die Etappe startet entlang der Bahnstrecke nach Erbach mit seinem Schloss und dem Elfenbeinmuseum, bevor die erste ernsthafte Steigung zu überwinden ist. Diese führt vorwiegend durch Wald und ist 6,5 km lang, hat 205 Hm. Kurz darauf führt die Route am Lindlbrunnen vorbei. Diese passt genau wie der nur fünf Kilometer entfernte Siegfriedbrunnen bei Grasellenbach auf die Beschreibung aus dem Nibelungenlied, wo Siegfried von Hagen von Tronje ermordet worden sein soll. Von hier führt eine 6 km lange Abfahrt durch jetzt meist offenes Gelände in die Ortschaft Ebersberg, einem Stadtteil von Erbach. Danach beginnt ein erneuter Aufstieg, der über Hetzbach nach Beerfelden führt. Hier sind auf 8 km noch einmal 200 Hm zu bewältigen. In Beerfelden befindet sich die als kunsthistorisch bedeutsamer Zwölfröhrenbrunnen gestaltete Mümlingquelle. Die nächsten 10 km geht es stark hügelig fast ausschließlich durch Wald weiter bis Rothenberg. Weiter 3 km verläuft die Route hügelig, bevor die Abfahrt ins Neckartal beginnt, die auf 4 km 280 Meter Höhe verliert. Damit ist das Etappenziel Hirschhorn erreicht. Die mittelalterliche Stadt bietet Burg und Kloster.

### Hirschhorn–Buchen
Der 74 km lange Abschnitt startet am Neckar und folgt diesem bis Mosbach-Neckarelz, bevor er wieder Richtung Norden in den Odenwald abbiegt. Von Neckarelz bis Buchen kann auf die Bahn umgestiegen werden, die im Stundentakt nach ca. einstündiger Fahrt Buchen erreicht. Die Teilstrecke enthält 780 Hm an Aufstiegen und 470 Hm an Gefällstrecken. Auf dem 40 km langen Abschnitt durch das Neckartal nutzt die 3-Länder-Radweg den Neckartal-Radweg. In Hirschhorn wird der Neckar überquert, da der Neckartal-Radweg jetzt am linken Neckarufer geführt wird. Mit der Neckarquerung erreicht der Weg Baden-Württembergisches Gebiet und kurz darauf die sehenswerte Ersheimer Kapelle. Der Weg führt entlang des waldreichen Ufers und erreicht nach 10 km Eberbach am Neckar. Zur historischen Altstadt am gegenüberliegenden Ufer lohnt ein Abstecher. Nach weiteren 9 km erreicht die Route Zwingenberg am Neckar. Schon vorher ist Schloss Zwingenberg am gegenüber liegenden Neckarufer zu sehen. Die Radroute führt jetzt am rechten Ufer weiter und erreicht nach weiteren 3 km den an den Anhöhen zum Odenwald gelegenen Ort Neckargerach mit seinem historischen Ortskern. Nach abermaligem Wechsel zum Südufer führt die Route weiterhin ufernah zum 11 km entfernten Obrigheim mit seinem stillgelegten Kernkraftwerk. Hier verlässt der 3-Länder-Radweg den Neckartal-Radweg und wechselt die Neckarseite nach Mosbach-Neckarelz und mit dem Flüsschen Elz führt die Route in die Höhenzüge des Odenwalds. Der historische Ortskern von Mosbach bietet einen sehenswerten Marktplatz. Hinter Mosbach verlässt die Route die Enz um 8 km nach der Neckarquerung dem Hasbach zu folgen. Für den Aufstieg nutzt die Route weitgehend die Trasse der stillgelegten Schmalspurbahn von Mosbach nach Mudau, sodass die Steigung moderat ausfällt. In einem Waldgebiet und durch die Ortschaft Lohrbach steigt die Route über 6 km und 140 Hm an. Danach folgt ein weiterer Anstieg durch Wiesen und Felder und die Ortschaft Fahrenbach von 3 km Länge und 55 Hm. Die nächsten 16 km sind etwas flacher führen aber nochmals 85 Hm durch abwechslungsreiches Gelände und mehrere kleine Weiler sowie der Ortschaft Limbach nach oben. Es folgt dann die 6 km lange Abfahrt, am Rande eines kleinen Wiesentals das einem kleinen Bach folgt, zum Etappenziel Buchen.

### Buchen–Michelstadt
Dieser Abschnitt hat eine Länge von 82 km mit 500 Hm Anstiegen und 626 Hm Gefällstrecken. Auf den ersten 6 km hinter Buchen ist noch einmal ein allmählicher Anstieg von 60 Hm zu überwinden. Danach geht es aber gemütlich bergab ins Maintal das 33 km nach Buchen bei Miltenberg erreicht wird. Die Route folgt dabei dem Marsbachtal abwechslungsreich durch Wälder Felder und Wiesen und die Ortschaften Walldürn mit seiner Wallfahrtsbasilika St. Georg, durch Schneeberg, durch die Barockstadt Amorbach mit ihrer Abteikirche, sowie Weilbach. Mit Schneeberg erreicht die Route den Bayerischen Teil des Odenwaldes und damit „Land Drei“ der Tour. Am Main in den Außenbezirken von Miltenberg angekommen lohnt ein kurzer Abstecher in die historische Altstadt. Im Maintal führt die Route ohne nennenswerte Steigungen 27 km entlang des linken Mainufers durch Kleinheubach, Laudenbach, Trennfurt und Wörth am Main bis kurz vor Obernburg am Main. Von hier folgt die Route dem Lauf der Mümling zurück zum Ausgangspunkt Michelstadt. Auch diese letzten 34 km sind mit Ausnahme einer Kuppe bei Breuberg ohne wesentliche Steigungen. Die Strecke führt fast ausschließlich durch offenes Wiesengelände oft in Flussnähe und am Rande der Ortschaften im Tal der Mümling. Hinter der Gemeinde Mömlingen wird wieder hessisches Gebiet erreicht. Hinter Hainstadt erlaubt die Streckenführung einen schönen Blick zur Burg Breuberg vom Ufer der Mümling aus. Der Weg führt dann durch die Randbezirke von Höchst im Odenwald und dessen Stadtteil Mümling-Grumbach, vorbei an Bad König und durch die Ortschaft Zell die zu Bad-König gehört, bevor der Ausgangspunkt Michelstadt mit der bekannten Einhardsbasilika, Schloss Fürstenau und dem bekannten mittelalterlichen Rathaus erreicht wird.

## Anschlussradwege
- Zwischen Höchst im Odenwald vorbei am beschriebenen Ausgangspunkt Michelstadt bis nach Hirschhorn am Neckar verlaufen über 60 km der Drei-Länder-Radweg und der Hessische Radfernweg R4 gemeinsam. Der hessische R4 beginnt in Hirschhorn am Neckar und verläuft mit einer Gesamtlänge von 385 Kilometern von Süd nach Nord durch Hessen, entlang von Mümling, Nidda und Schwalm nach Bad Karlshafen an der Weser.
- Der Mümlingtalradweg R1 ist Teil des Drei-Länder-Radwegs und verbindet über 75 Kilometer Hirschhorn am Neckar mit Obernburg am Main.
- Zwischen Hirschhorn und Obrigheim nutzt der Drei-Länder-Radweg über 33 Kilometer den Neckartal-Radweg. Dieser führt über 410 Kilometer vom Neckarursprung in Villingen-Schwenningen entlang des Neckars bis zu dessen Mündung in den Rhein bei Mannheim.
- Zwischen Miltenberg und Obernburg nutzt der Drei-Länderradweg über 17,5 Kilometer den Main-Radweg. Dieser führt von den beiden Quellen des Mains entlang des Flusses bis zu dessen Mündung in den Rhein bei Mainz. Er hat eine Gesamtlänge von etwa 600 Kilometern. Auf dem gleichen Teilstück verläuft auch die D-Route D5 (Saar-Mosel-Main). Sie führt über 1.021 Kilometer von Saarbrücken über Trier, Koblenz, Mainz, Frankfurt am Main, Würzburg und Bayreuth bis zur tschechischen Grenze.
- Der Deutsche Limes-Radweg führt ebenfalls über die Main-Strecke des Drei-Länder-Radwegs, stößt allerdings bereits in Walldürn auf diesen und begleitet ihn auf 40 Kilometern. Der Deutsche Limes-Radweg führt von Bad Hönningen durch Westerwald, Taunus und Odenwald zum 818 Kilometer entfernten Regensburg und orientiert sich dabei am historischen Verlauf des Obergermanisch-Raetischen Limes.
- Bei Höchst im Odenwald stößt der Hessische Radfernweg R9 auf den 3-Länder-Radweg und folgt diesem nach Osten bis an die hessisch-bayerische Grenze, wo der R4 endet. Der hessische R9 startet in Worms und führt über 82 Kilometern durch den Odenwald an die Mümling und dort bis zur bayerischen Grenze. Entlang der Mümling kann dann nach 8,5 Kilometern der Main erreicht werden.

## Bahn- und Busanbindung
An der Mümling besteht zwischen Höchst im Odenwald und Erbach an fünf Haltestationen Anschluss an die Odenwaldbahn. Diese ist über Darmstadt Hbf oder Hanau Hbf an das Fernstreckennetz der Deutschen Bahn angebunden. Der nächste Einstiegspunkt mit Bahnanreise besteht im Neckartal wo zwischen Hirschhorn und Mosbach die Neckartalbahn verkehrt. Diese hat Verbindung zum Fernstreckennetz in Mannheim Hbf bzw. über Bad Friedrichshall Hbf und die Frankenbahn nach Stuttgart Hbf, Würzburg Hbf und Heilbronn Hbf. Zwischen Buchen und Miltenberg wird der Drei-Länder-Radweg von der Bahnstrecke Seckach–Miltenberg mit vier Haltestellen auf dem Teilstück begleitet. In Seckach besteht Anschluss nach Mosbach an die Neckarbahn. Zwischen Miltenberg und Obernburg begleitet dann die Bahnstrecke Aschaffenburg–Miltenberg den Drei-Länder-Radweg. Diese wechselt allerdings bei Wörth am Main zum rechten Mainufer während der Radweg am linken Ufer weiter geführt wird.
siehe auch Infobox
Linien des NaTour Bus verkehren von Ostern bis Ende Oktober an Wochenenden und Feiertagen zwischen Michelstadt über Amorbach nach Miltenberg und zwischen Michelstadt über Beerfelden nach Erbach am Neckar. Der NaTour Bus ist ein Angebot der Odenwald-Regional-Gesellschaft.

## Landschaft und Kultur
Der Drei-Länder-Radweg bildet eine Schleife durch den Odenwald und berührt dabei alle drei Bundesländer die Anteil am Odenwald haben, nämlich Hessen, Baden-Württemberg und Bayern. Er folgt dabei dem Flüsschen Mömling das in Beerfelden entspringt und bei Obernburg in den Main mündet sowie den beiden den Odenwald begrenzenden Flüssen Neckar und Main. Die Route führt durch viele historische Ortskerne und vorbei an Burgen und Schlössern. Sie bietet aber auch viel Natur mit ausgedehnten Wäldern, Fluss- und Bachtälern. Ein großer Teil der Rundtour führt durch den Geo-Naturpark Bergstraße-Odenwald und den Naturpark Neckartal-Odenwald. Am Neckar folgt er der Burgenstraße und mit Walldürn und Amorbach quert er das Madonnenländchen.

### Sehenswürdigkeiten

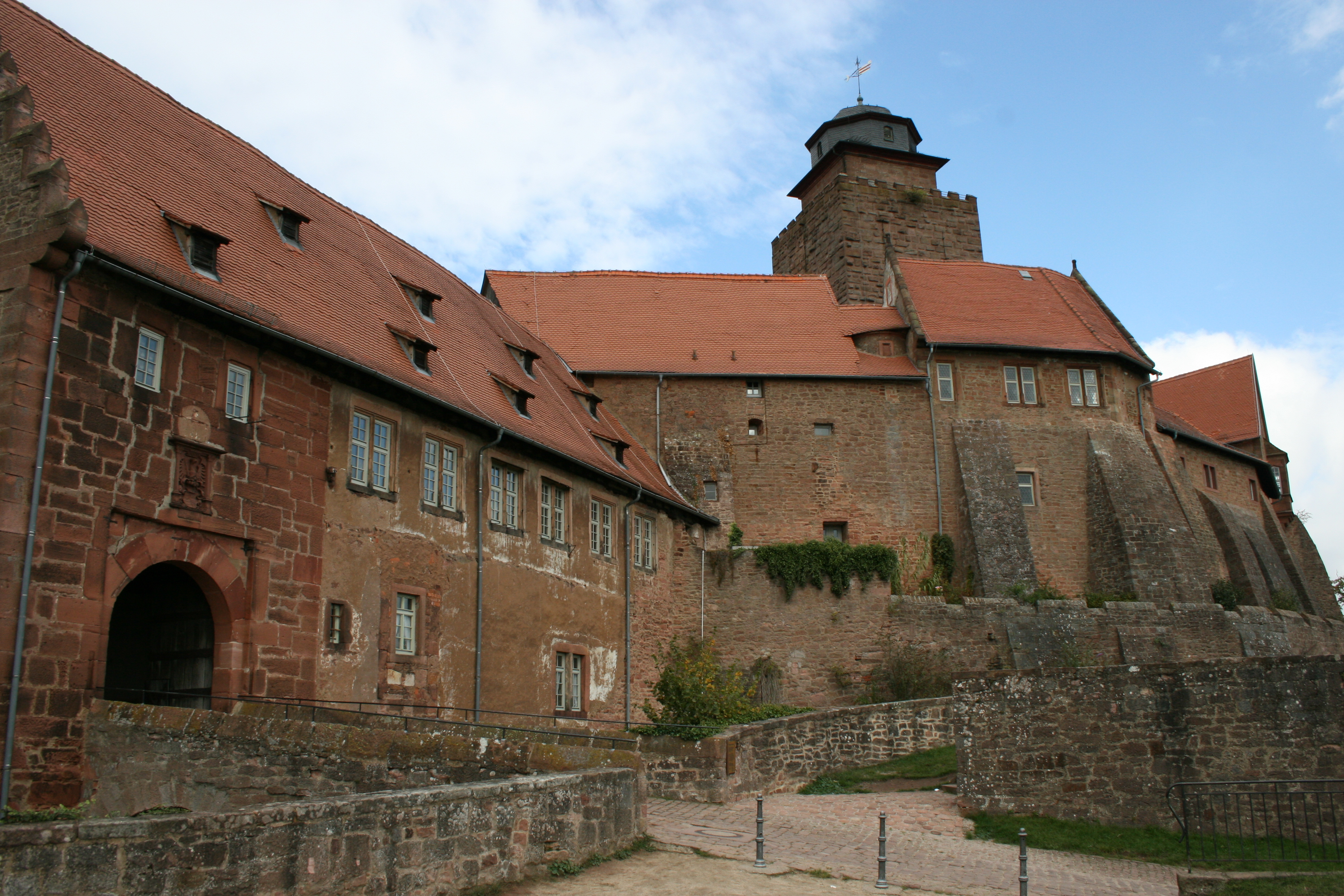
Burg Breuberg
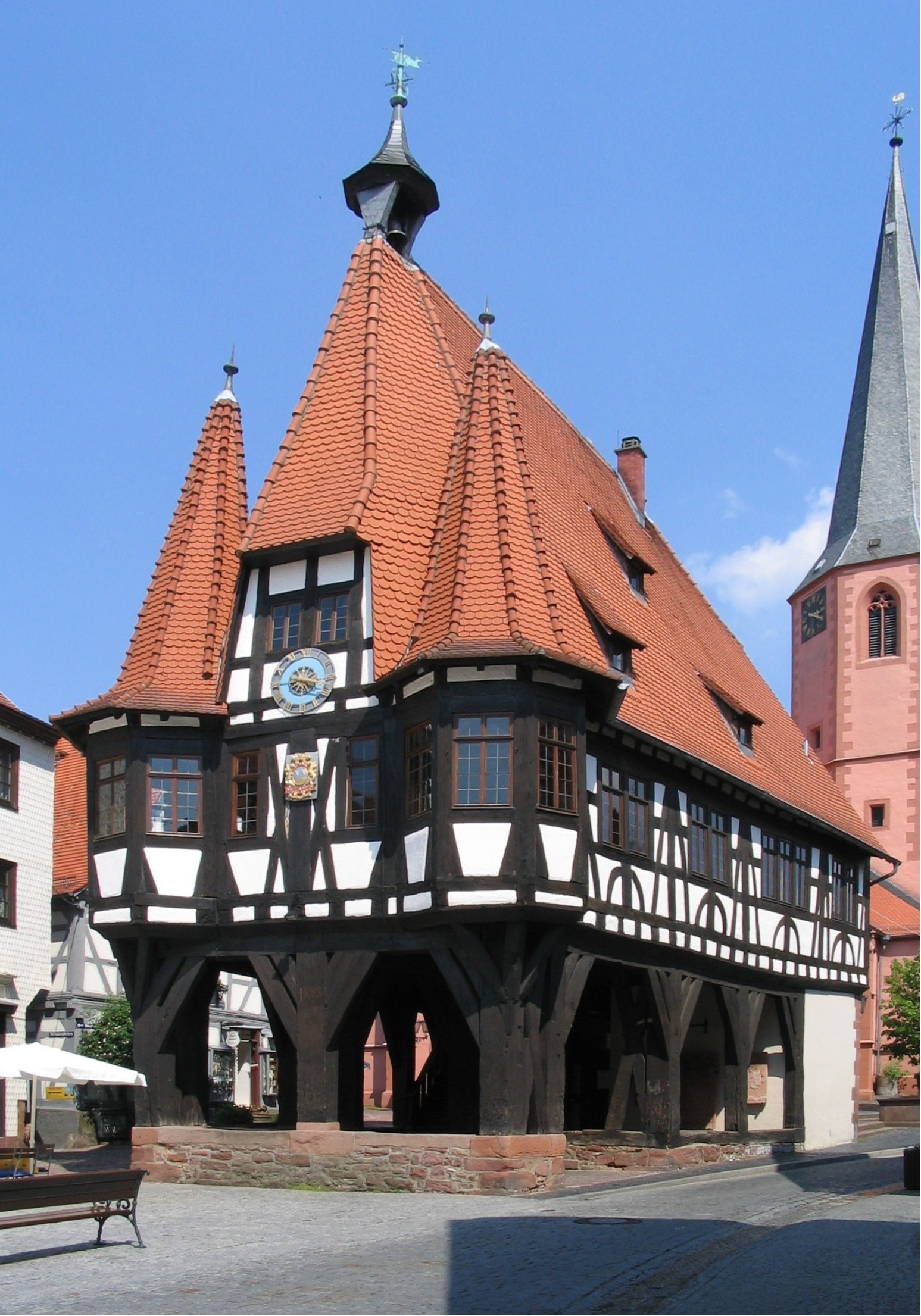
Michelstädter Rathaus von 1484
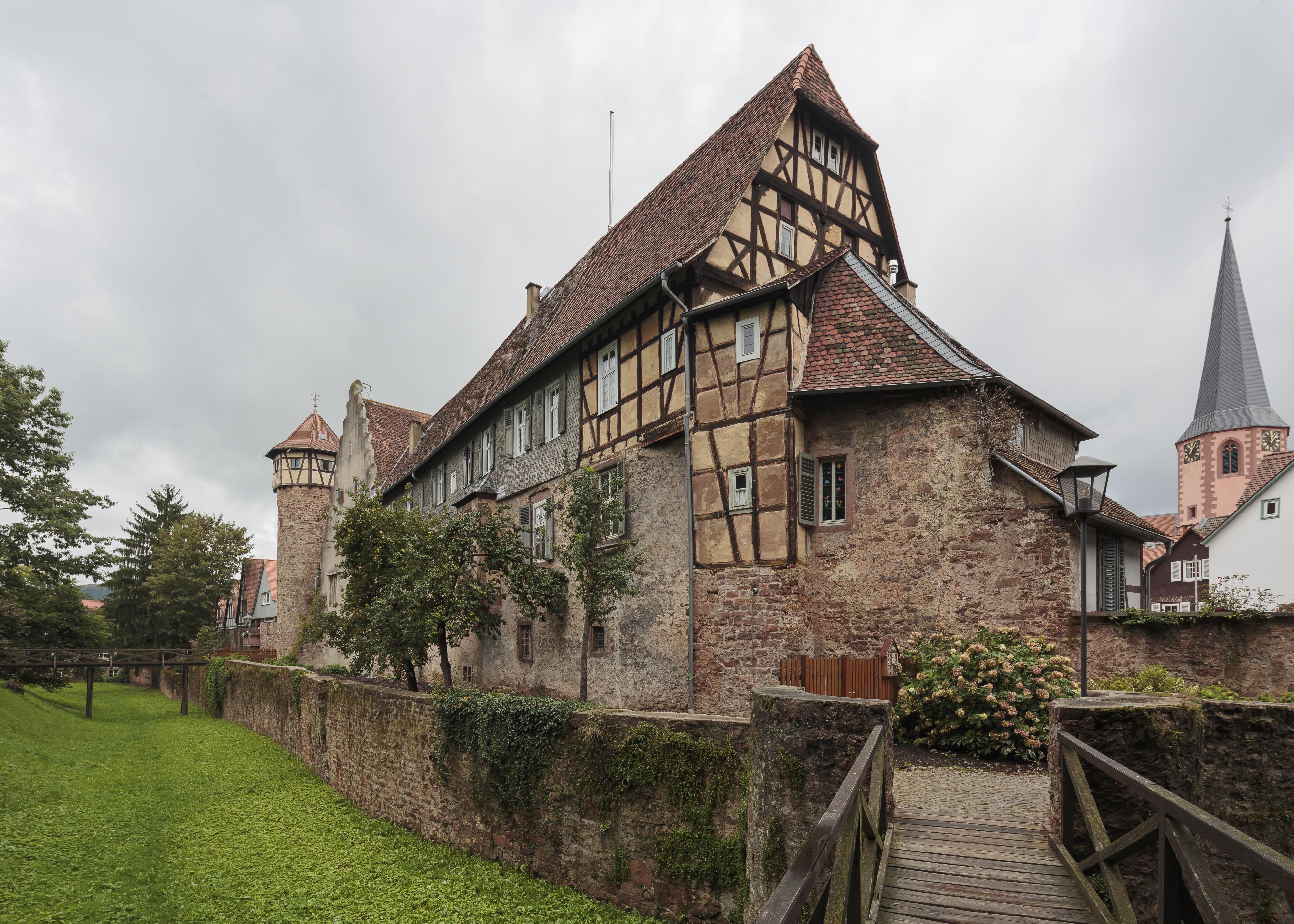
Burg Michelstadt
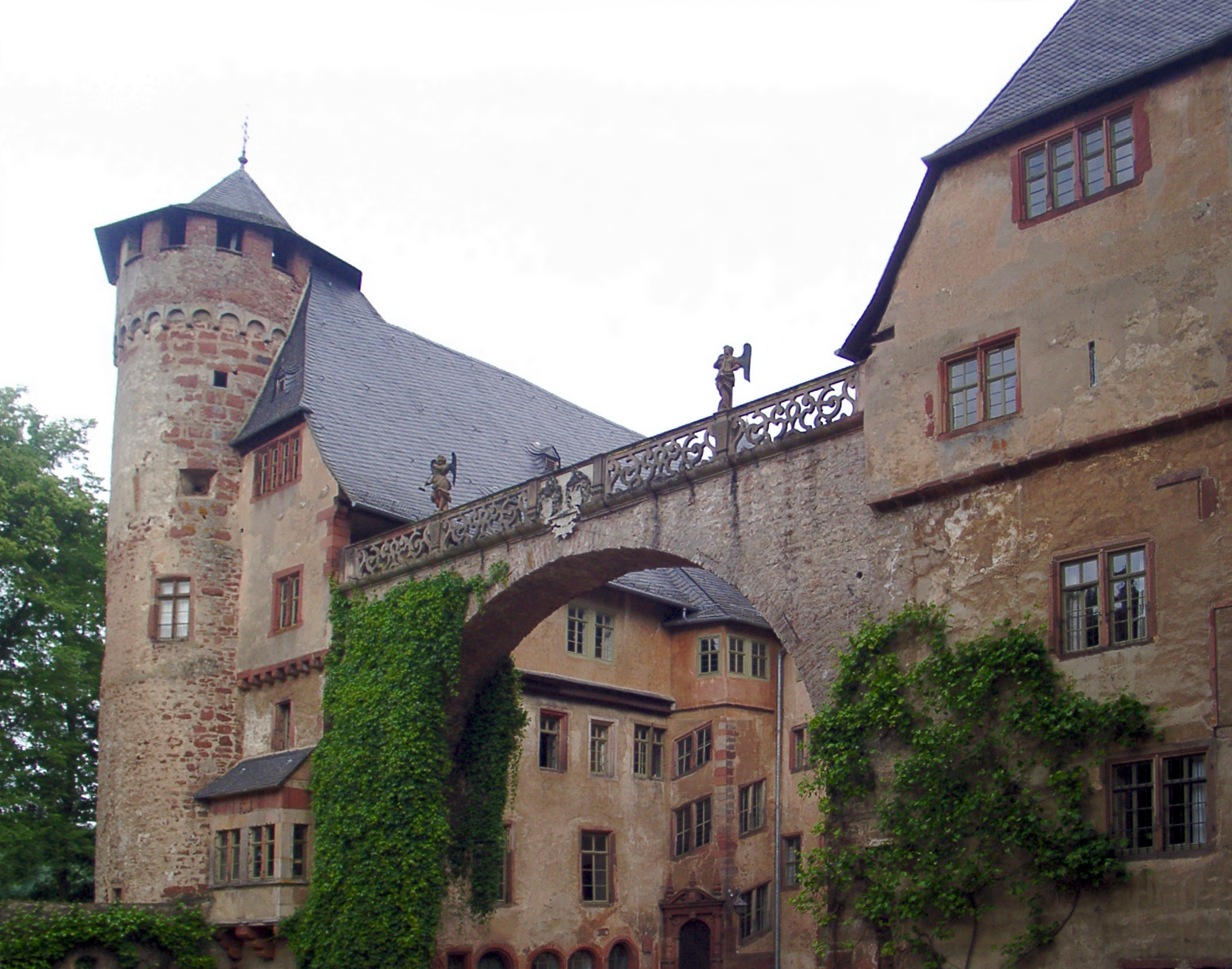
Schloss Fürstenau mit Prachtbogen
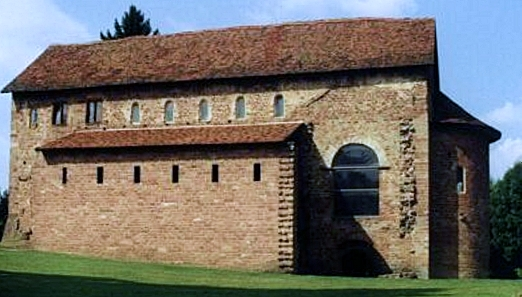
Einhardsbasilika bei Michelstadt
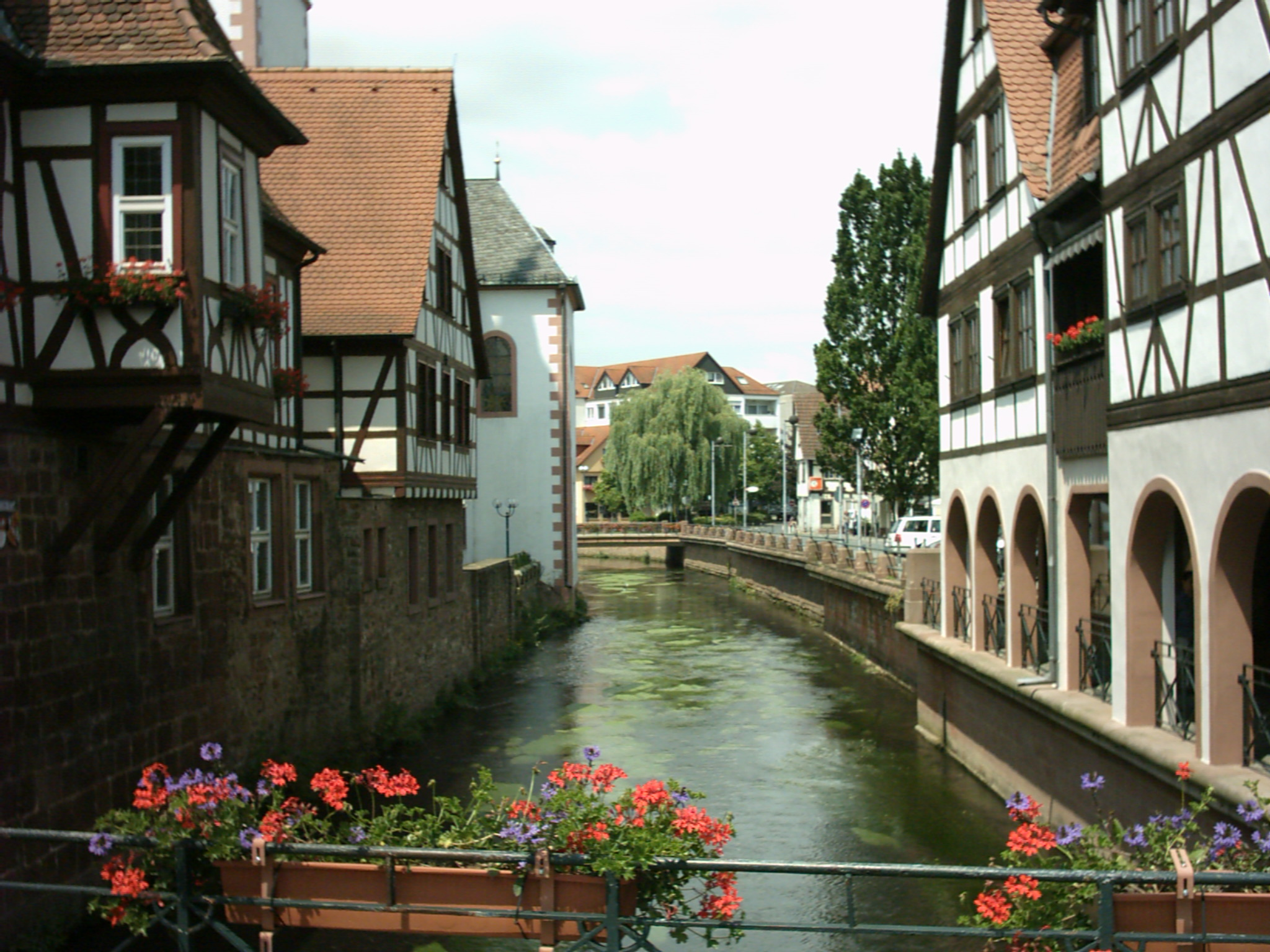
Die Mümling in Erbach
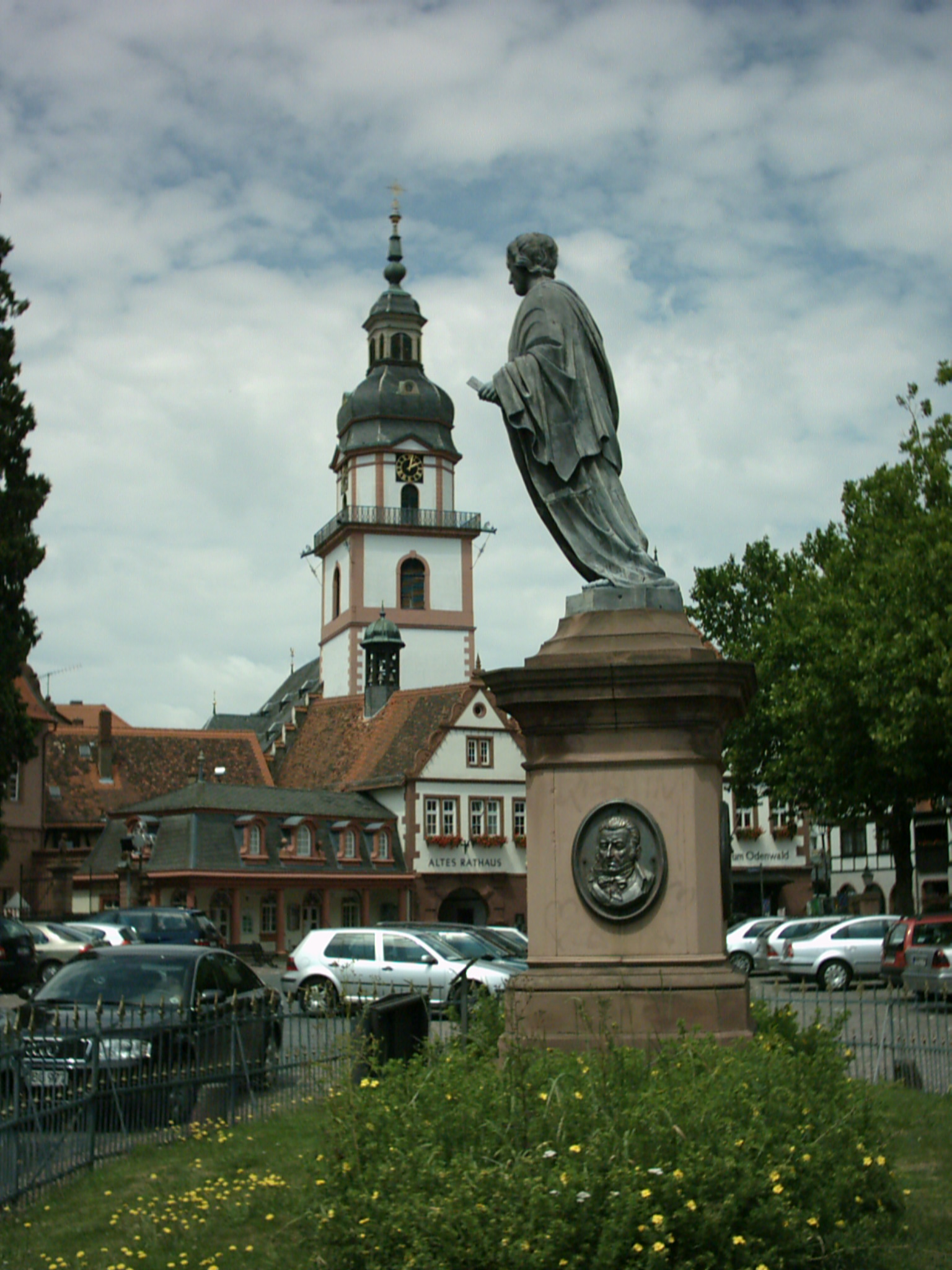
Franz I. zu Erbach-Erbach
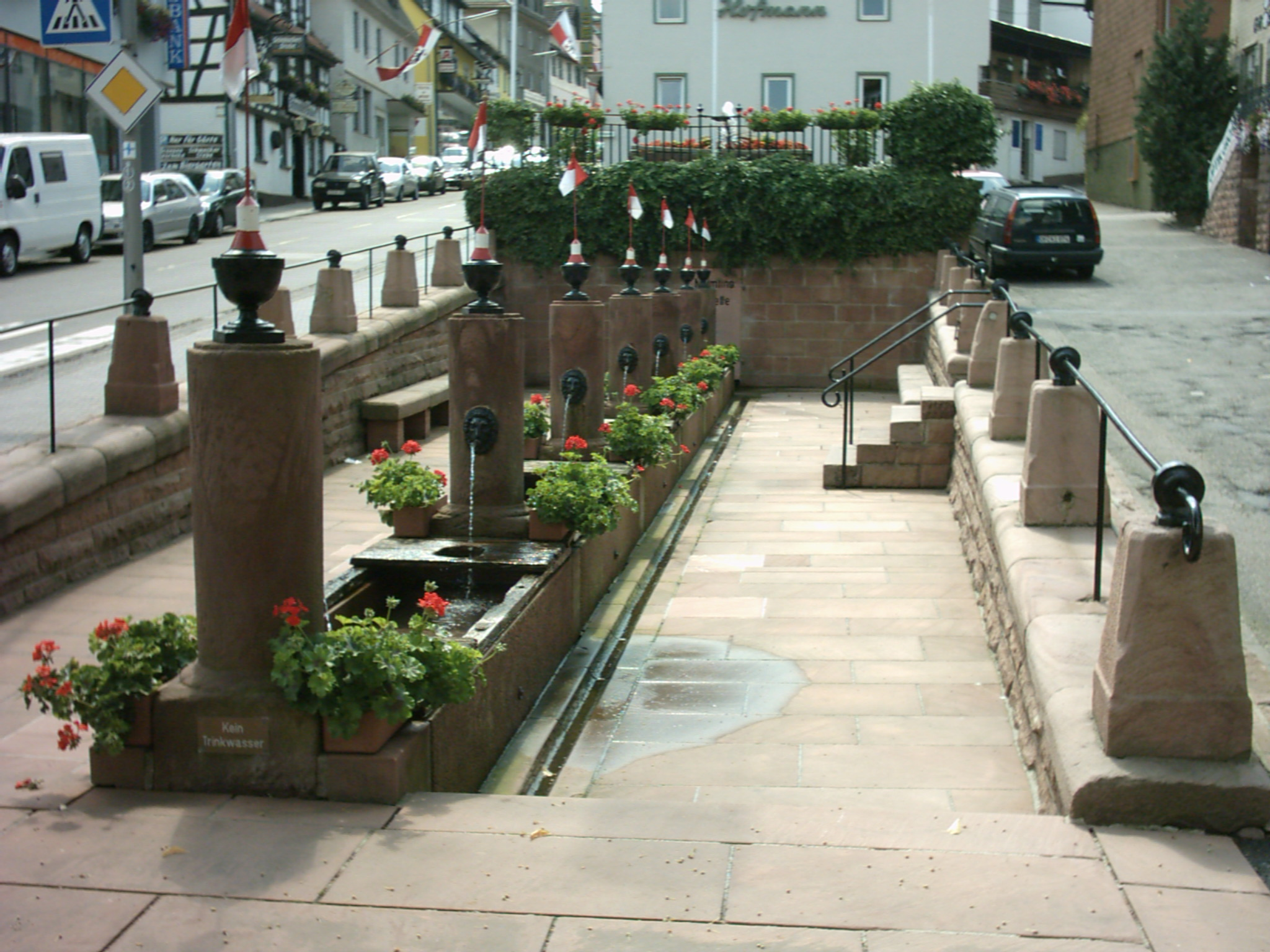
Mümlingquelle in Beerfelden

#### An der Mümling bis zum Neckar
- Die Stadt Breuberg ist vor allem durch seine Burg Breuberg bekannt. Vom Radweg aus ist sie gut erkennbar. Sie ist eine der eindrucksvollsten Burganlagen des Odenwaldes und Südhessens. Über einen Aufstieg mit 2,8 Kilometer Längen mit 150 Hm kann am sie entlang der Rhein-Main-Vergnügen Route 7a erreichen. Auf der Burg gibt es ein Museum, das sich schwerpunktmäßig mit der Geschichte des Breuberger Landes und der Burg befasst. Der Aufstieg führt nahe der kleinen Altstadt mit Marktplatz, Marktbrunnen und Marktkreuz vorbei.
- In der Kurstadt Bad König konzentrieren sich die Sehenswürdigkeiten rund um den Schlossplatz mit dem Schloss Bad König, bestehend aus Altem und Neuem Schloss, Rentmeisterei, evangelischer Kirche, Barock-Freitreppe und Lustgarten. Dort befindet sich auch ein Heimatmuseum zur Dokumentation lokalen Handwerks.
- Der Stadt Michelstadt bietet im historischen Stadtkern mit seinen vielen Fachwerkhäusern vor allem das bekannte historische Rathaus von 1484. Weitere Anziehungspunkte sind:
  - Die Burg Michelstadt aus dem 14. Jahrhundert am südlichen Rand der Altstadt;
  - Die Michelstädter Stadtkirche beim historischen Rathaus;
  - Das Schloss Fürstenau nahe der Radroute. Der Schloss wurde im 14. Jahrhundert von Kurmainz als Burganlage zum Schutz des nahen Klosters gebaut wird heute von Nachkommen der Grafen zu Erbach, der Familie von Erbach-Fürstenau bewohnt.
  - Die unmittelbar am Radweg gelegene Einhardsbasilika aus dem 9. Jahrhundert. Die gut erhaltene Basilika gilt als außergewöhnliches Bauwerk und wegen des noch zum Großteil erhaltenen karolingischen Mauerwerks als eines der wenigen Beispiele für karolingischer Baukunst in Deutschland. Ihr Name bezieht sich auf ihren Erbauer Einhard, den Ratgeber Karls des Großen und Ludwigs des Frommen.
- Die an der Mümling gelegene Kreisstadt des Odenwaldkreises, Erbach bietet:
  - Das Deutsche Elfenbeinmuseum. Es enthält die Sammlung des Grafen Franz I. zu Erbach-Erbach. Er etablierte im letzten Viertel des 18. Jahrhunderts die Verarbeitung des exotische Werkstoff Elfenbein. In der Folgezeit entwickelte sich Erbach zur deutschen „Elfenbeinstadt“ und zählte zu den bedeutendsten europäischen Zentren der Elfenbeinschnitzerei. Auch heute noch sind Elfenbeinwerkstätten in Erbach aktiv, die nach dem Welthandelsverbot für Elefantenstoßzähne von 1989 auf fossiles Elfenbein und alternative Werkstoffe umgestellt haben.
  - Entlang der Mümling sind noch viel Fachwerkhäuser erhalten und an ihr befindet sich auch der Marktplatz.
  - Unmittelbar an den Marktplatz grenzt Schloss Erbach. Das Schloss entwickelte sich aus einer Burg und stammt in seiner jetzigen Form aus der ersten Hälfte des 18. Jahrhunderts. Das Schloss beherbergt die gräflichen Sammlungen des Grafen Franz I. zu Erbach-Erbach (1754–1823). Die umfangreiche Antikensammlung des Altertumsliebhabers Sie fast unverändert so erhalten, wie er sie nach seinem und dem Verständnis der damaligen Zeit ordnete. Im Jahre 2005 kaufte das Land Hessen für 13 Millionen Euro den größten Teil der Sammlungen und einen erheblichen Teil des Schlosses von der gräflichen Familie Erbach-Erbach. Das Schloss wurde dabei nach dem Wohnungseigentumsgesetz rechtlich geteilt. Der zweite Stock dient der Familie der Grafen von Erbach-Erbach nach wie vor als Wohnung.
- Die Stadt Beerfelden liegt im Geo-Naturpark Bergstraße-Odenwald und bildet das Zentrum der Touristenregion „Beerfelder Land“. In Beerfelden gibt es:
  - Etwas abseits der Route Richtung Airlenbach, etwa 500 m westlich von Beerfelden, steht der einzige vollständig erhaltene Galgen in Deutschland. Die letzte Hinrichtung fand 1804 statt, es soll eine Zigeunerin gewesen sein, die hier starb, weil sie ein Huhn und zwei Laib Brot gestohlen haben soll.
  - Die mitten in der Stadt gelegene Brunnenanlage der Mümlingquelle. Sie wurde nach dem großen Brand von 1810 als Zwölf-Röhrenbrunnen neu gestaltet und war bis zum Bau der Wasserleitung in den Jahren 1895–1898 von zentraler Bedeutung für die Trinkwasserversorgung der Bevölkerung. Die Brunnenanlage diente allein der Trinkwasserversorgung, Viehtränke und Waschplatz befanden sich abseits auf der gegenüberliegenden Straßenseite.

#### Am Neckar

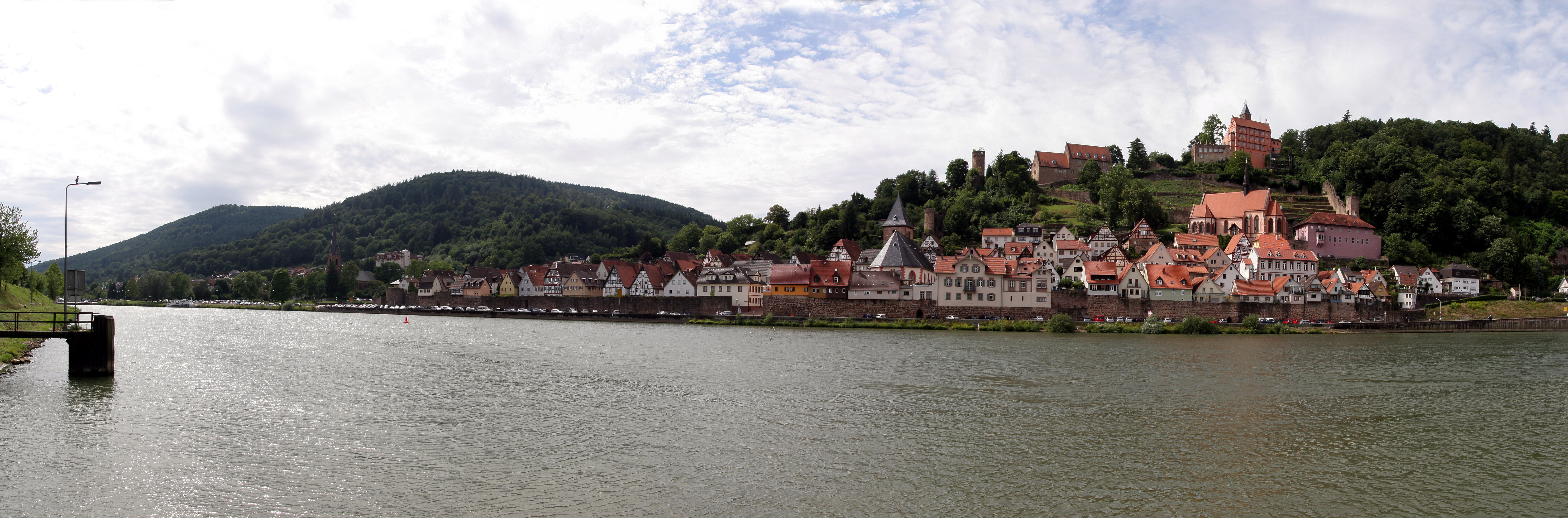
Blick auf den historischen Ortskern mit Burg Hirschhorn vom östlichen Neckarufer.

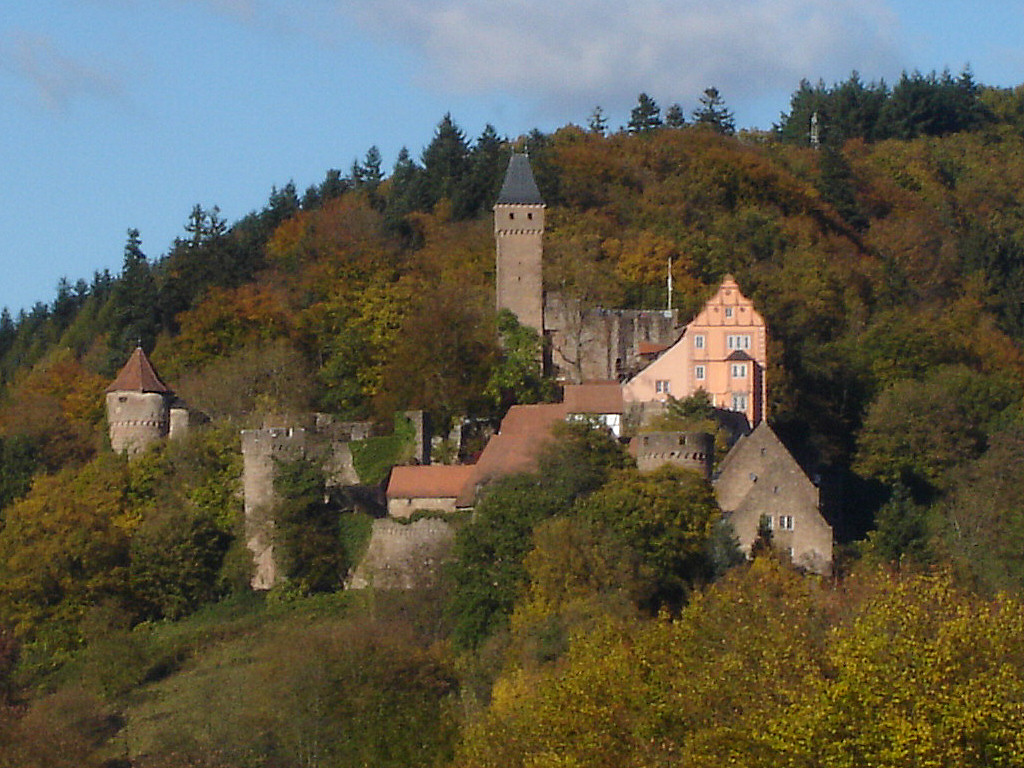
Burg Hirschhorm
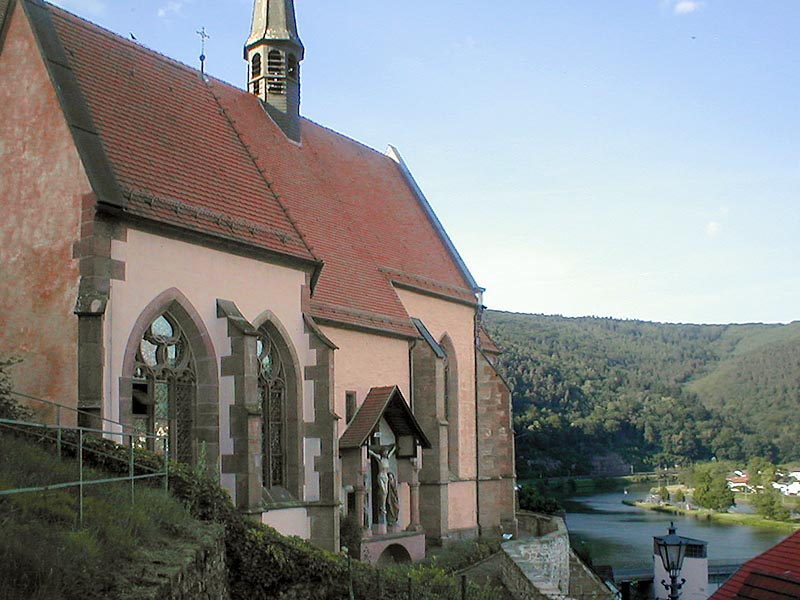
Klosterkirche Hirschhorn
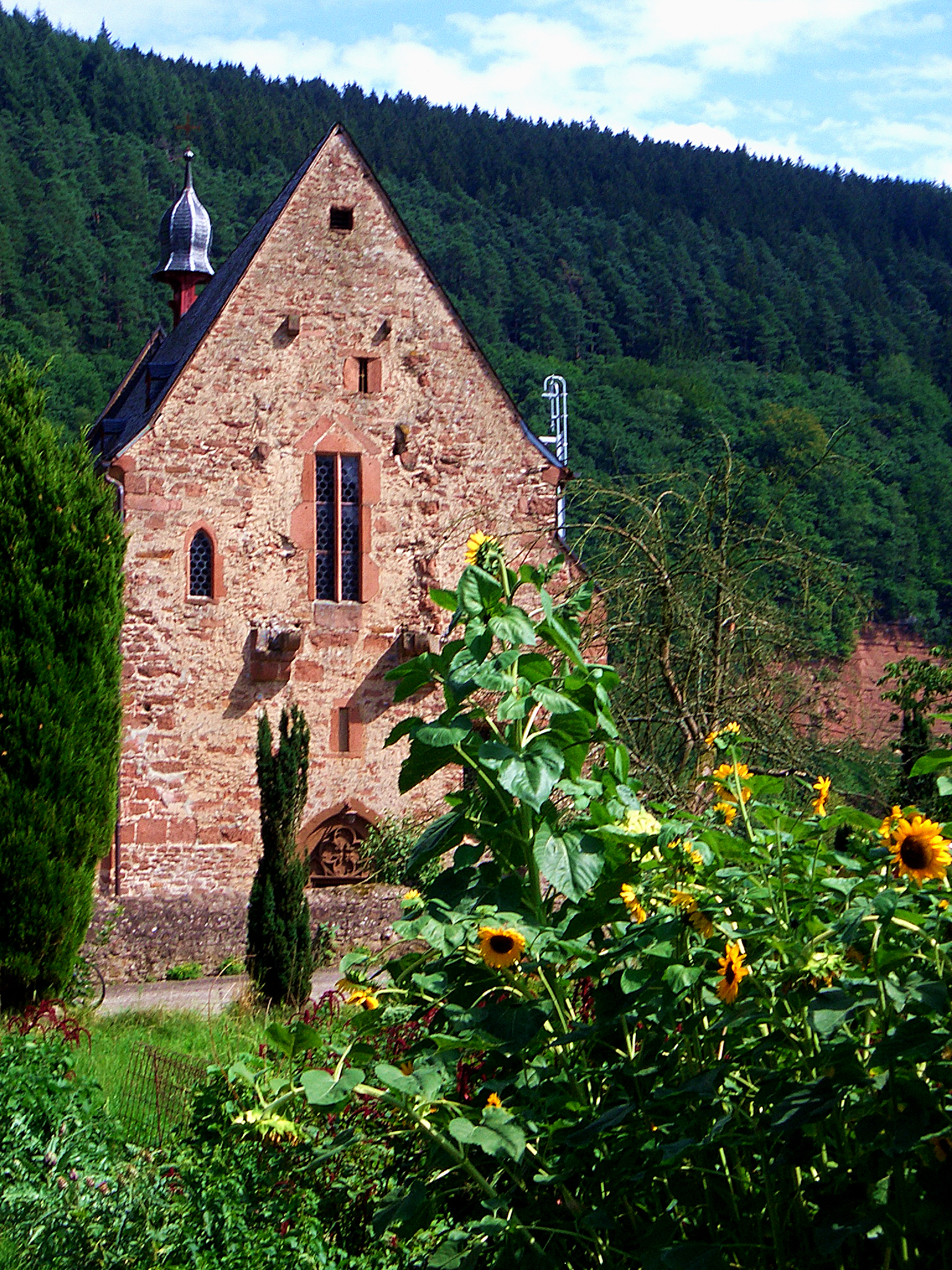
Ersheimer Kapelle
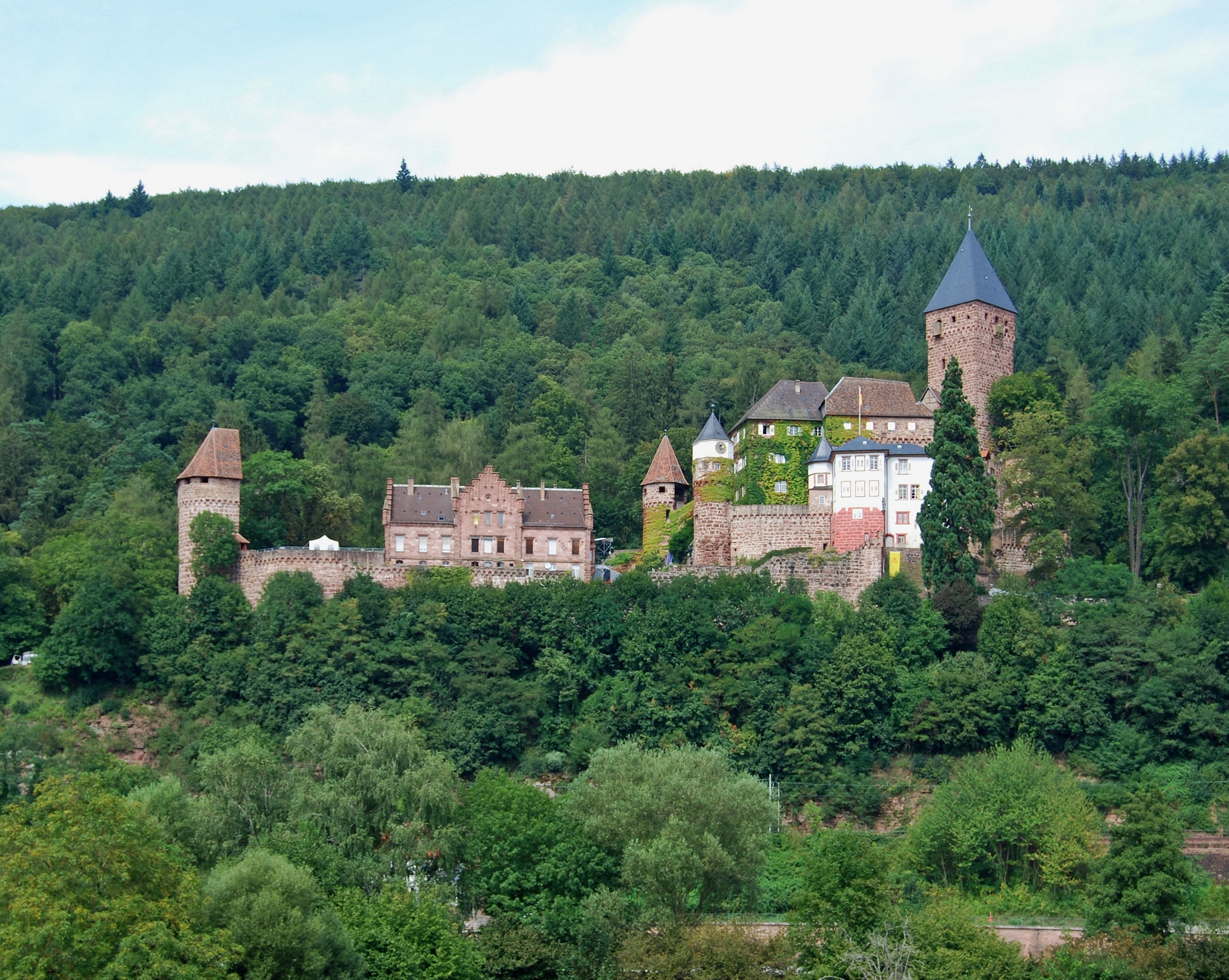
Schloss Zwingenberg

- Hirschhorn am Neckar bietet vor allem vom gegenüberliegenden Neckarufer einen pittoresken Blick auf die Altstadt, das Kloster und die Burg. In der Stadt laden mehrere Punkte zu einem Besuch ein:
  - Das Hirschhorner Museum beherbergt die sehenswerte „Naturalien- und Altertümersammlung“ des Hirschhorner Gastwirtes Carl Langbein und das umweltpädagogische Zentrum des UNESCO-Geoparks.
  - die mittelalterliche Burg Hirschhorn erstreckt sich auf einem Bergsporn oberhalb des Städtchens. Die heutige Form erhielt sie im 16. Jahrhundert durch einen schlossartigen Umbau im Stil der Renaissance. Danach wurde sie als Kurmainzer Amtssitz genutzt. Die Burg blieb bis heute von größeren Zerstörungen verschont und befindet sich daher in einem sehr guten Erhaltungszustand. Öffentlich zugänglich sind aber nur Innenhof und Turm.
  - Unterhalb der Burg befindet sich die ehemalige Karmeliter-Klosterkirche Mariä Verkündigung, geweiht 1406, mit St.-Anna-Kapelle von 1513. Die Kirche ist reich an mittelalterlichen Epitaphen derer {von Hirschhorn und weist einen gotischen Sandstein-Lettner auf. Zur Rechten der Kirche ist das ehemalige Klostergebäude erhalten.
  - Innerhalb der Altstadt, die von der noch fast komplett erhaltenen Stadtwehranlage des 13. und 15. Jahrhunderts umgeben ist befinden sich weitere sehenswerte Gebäude, unter anderen:
    - Fachwerkhäuser des 15.–17. Jahrhunderts, vor allem in der Hauptstraße,
    - das „Alte Rathaus“, 1594 mit reichem Zierfachwerk errichtet,
    - die Marktkirche, die das alte Mitteltor der ehemaligen Stadtbefestigung als Glockenturm nutzt.

  - im auf der gegenüber liegenden Neckarseite gelegenen Stadtteil Ersheim befindet sich die Ersheimer Kapelle, die urkundlich 773 im Lorscher Codex erwähnt wurde und als älteste Kirche des Neckartals gilt.
- Auf die Stadt Eberbach hat man vom Radweg auf dem gegenüberliegenden Neckarufer einen schönen Überblick. Sie liegt in einer Aufweitung des Neckartals und wie Hirschhorn an der romantischen Burgenstraße, die von Mannheim nach Prag führt. Sehenswert in Eberbach:
  - Die historische Altstadt weist vier gut erhaltene Türme der mittelalterlichen Stadtbefestigung auf.
  - Das Alte Rathaus von 1823 am Marktplatz zählt zu den gelungensten Werken des Weinbrenner-Stils (dem Klassizismus in Baden).
  - Das älteste Steingebäude ist das Thalheimsche Haus, früher kurpfälzische Amtskellerei, Jagdschloss und Rathaus, heute Informationszentrum des Naturparks Neckartal-Odenwald.
  - Hervorragende Fachwerkhäuser sind das frühere Stadtschloss Eberbacher Hof aus dem 16. Jahrhundert, das Alte Badhaus und das benachbarte Spohrsche Haus.
- In Zwingenberg am Neckar gibt es die bewohnte und gut erhaltene Burg – heute Schloss – Zwingenberg, ursprünglich aus dem 13. Jahrhundert. Diese wurde im 14. Jahrhundert geschleift und 1403 von den Herren zu Hirschhorn wieder aufgebaut. Seit 1983 finden alljährlich im August Schlossfestspiele unter freiem Himmel statt.

#### Vom Neckar zum Main

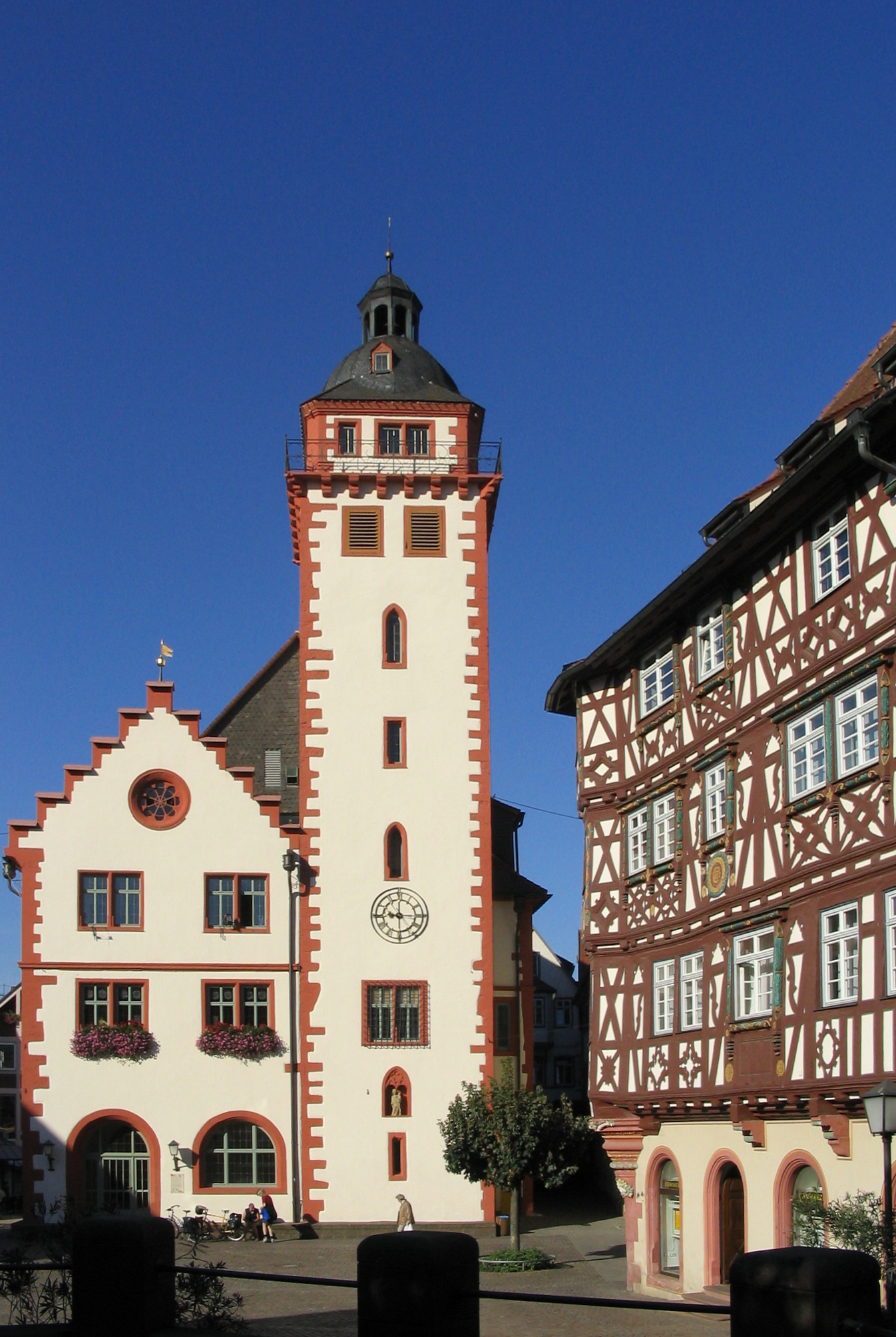
Mosbacher Rathaus
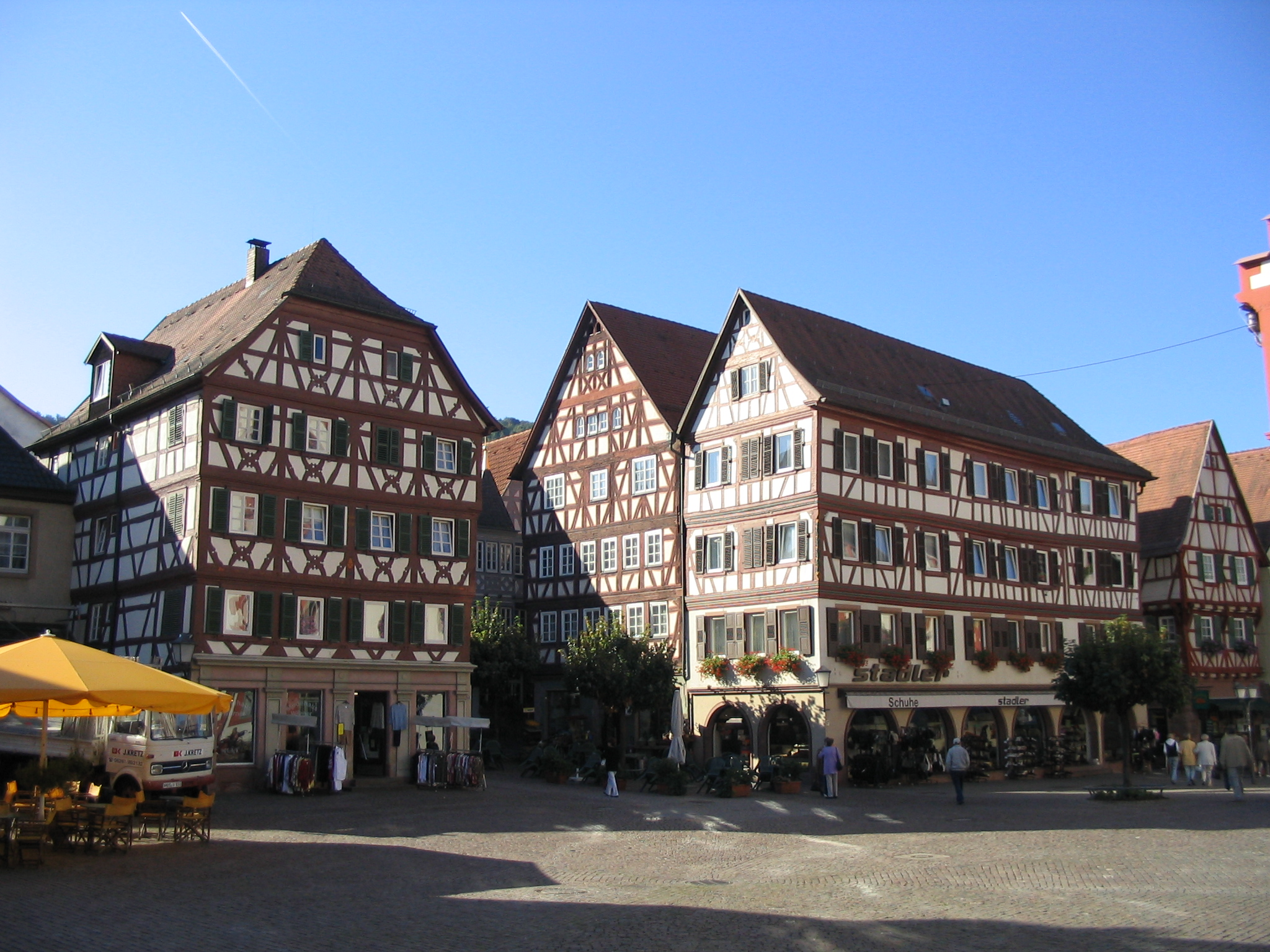
Mosbacher Marktplatz
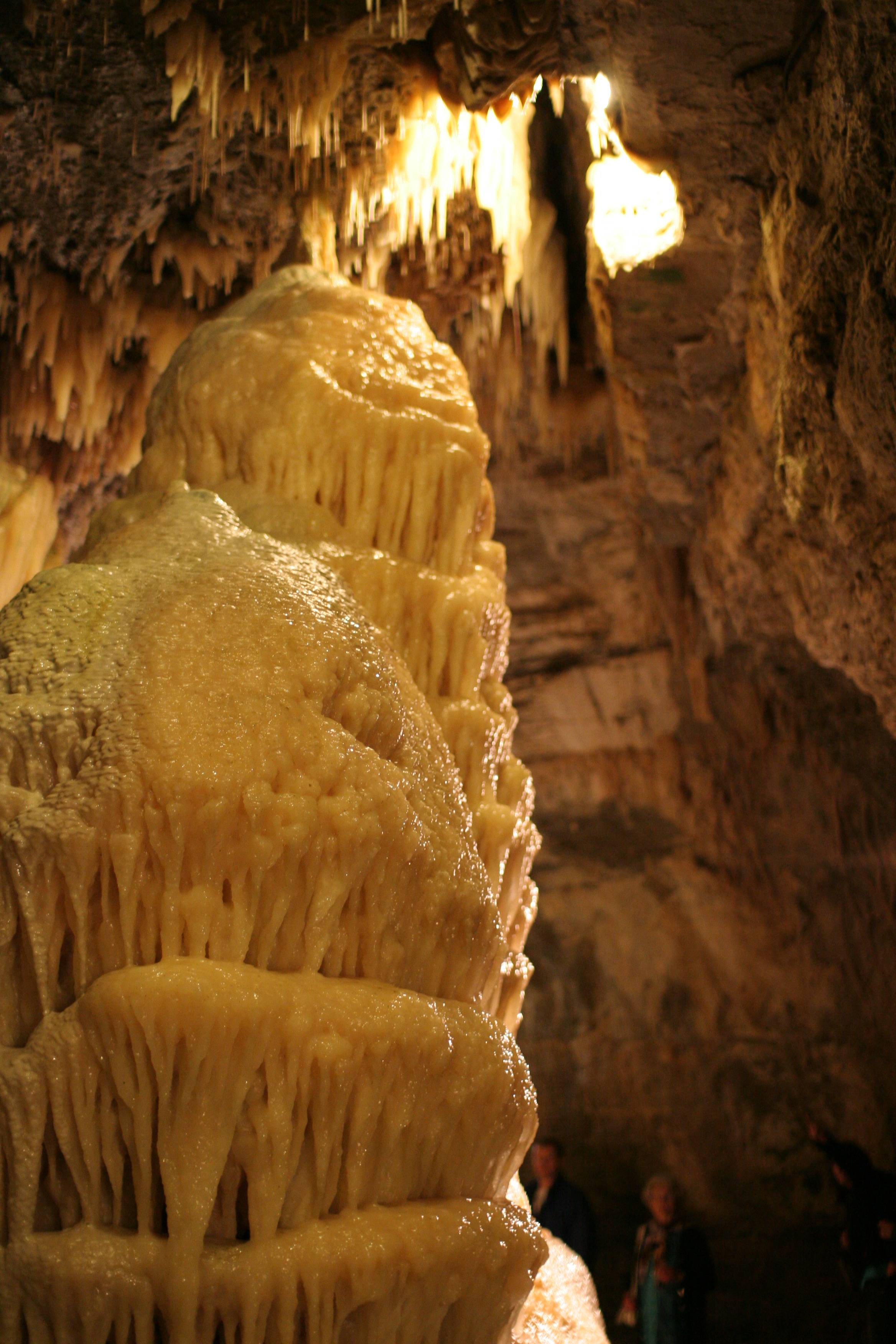
Eberstädter Tropfsteinhöhle
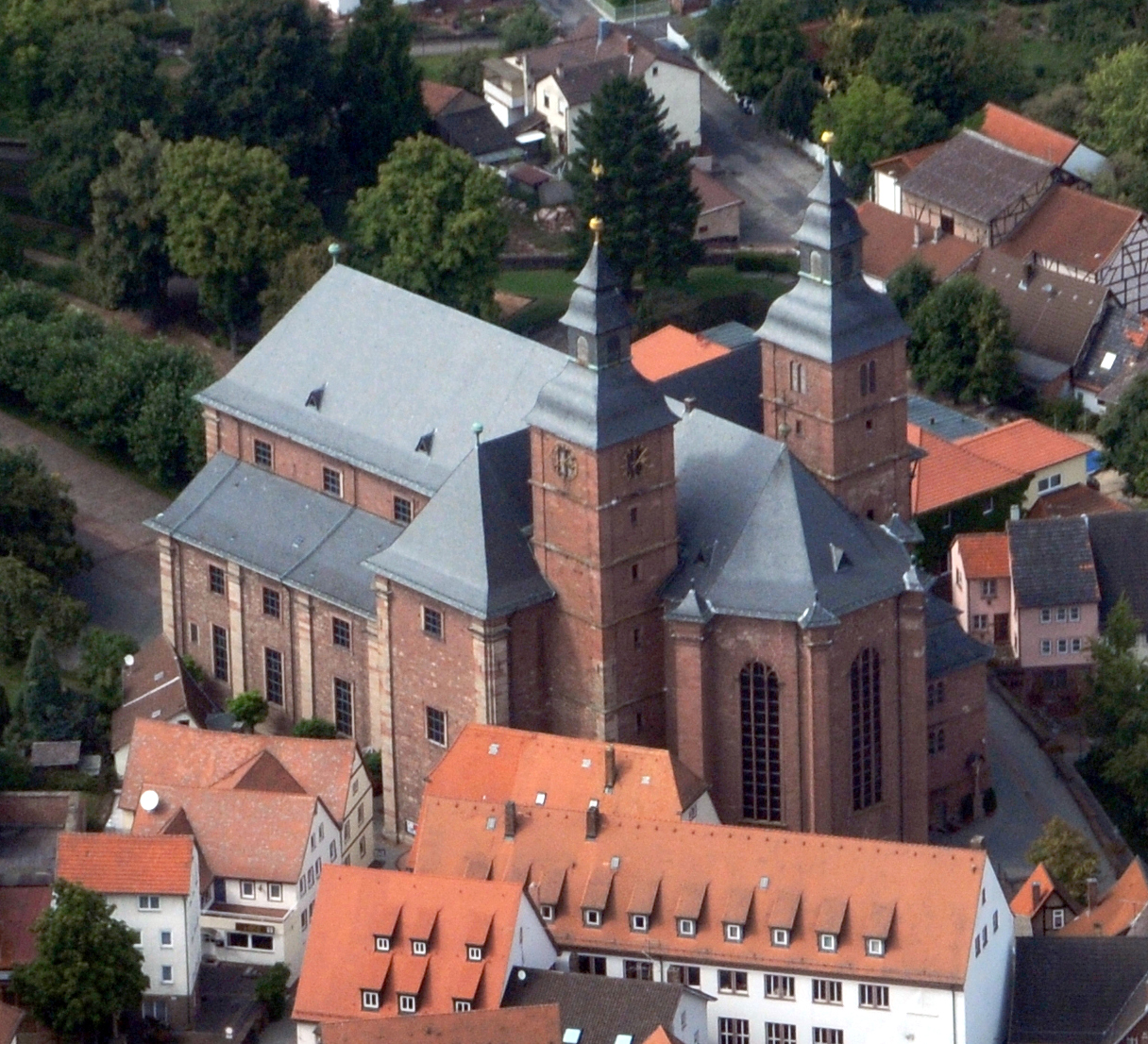
Wallfahrtskirche in Walldürn
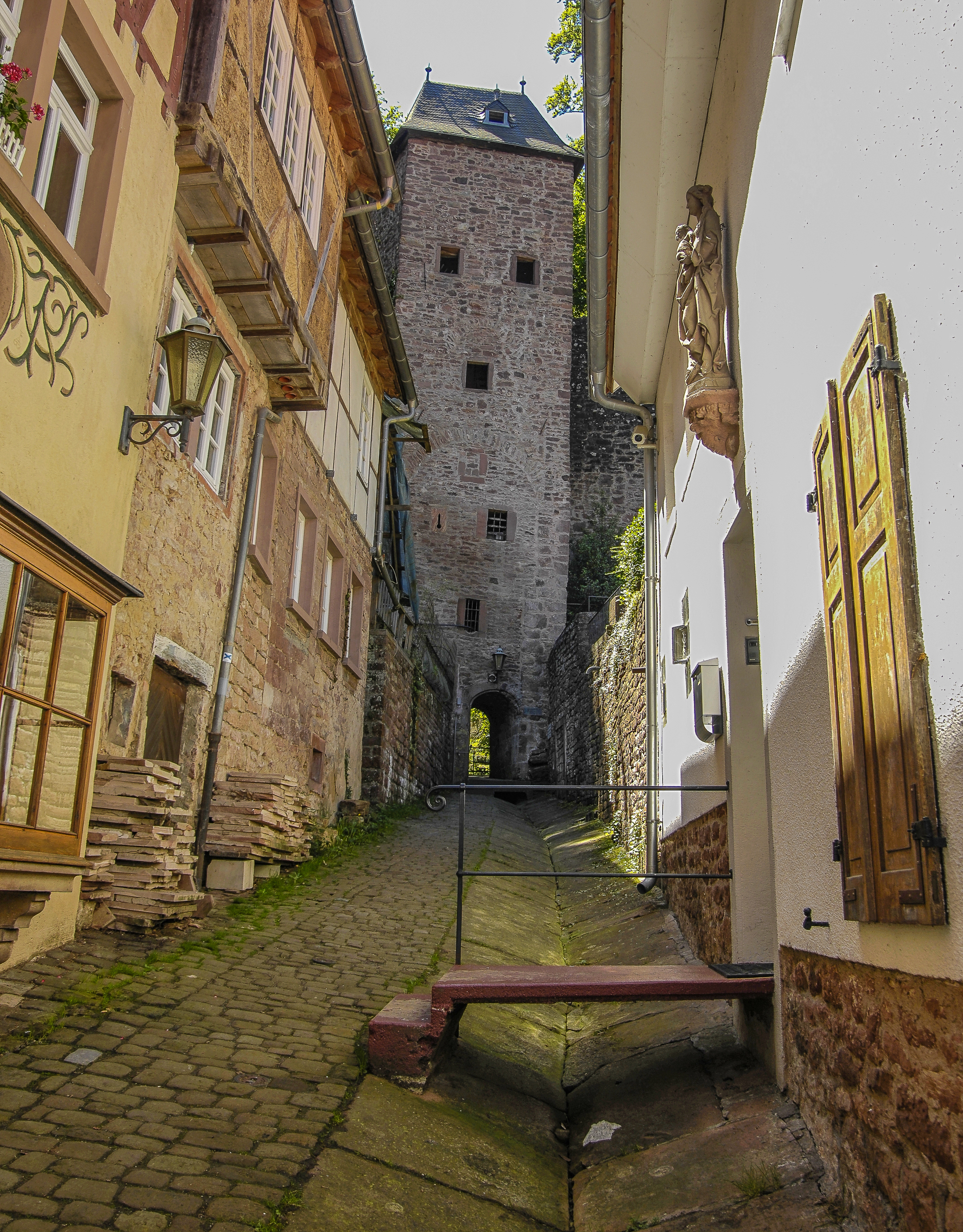
Schnatterlochtor in Miltenberg
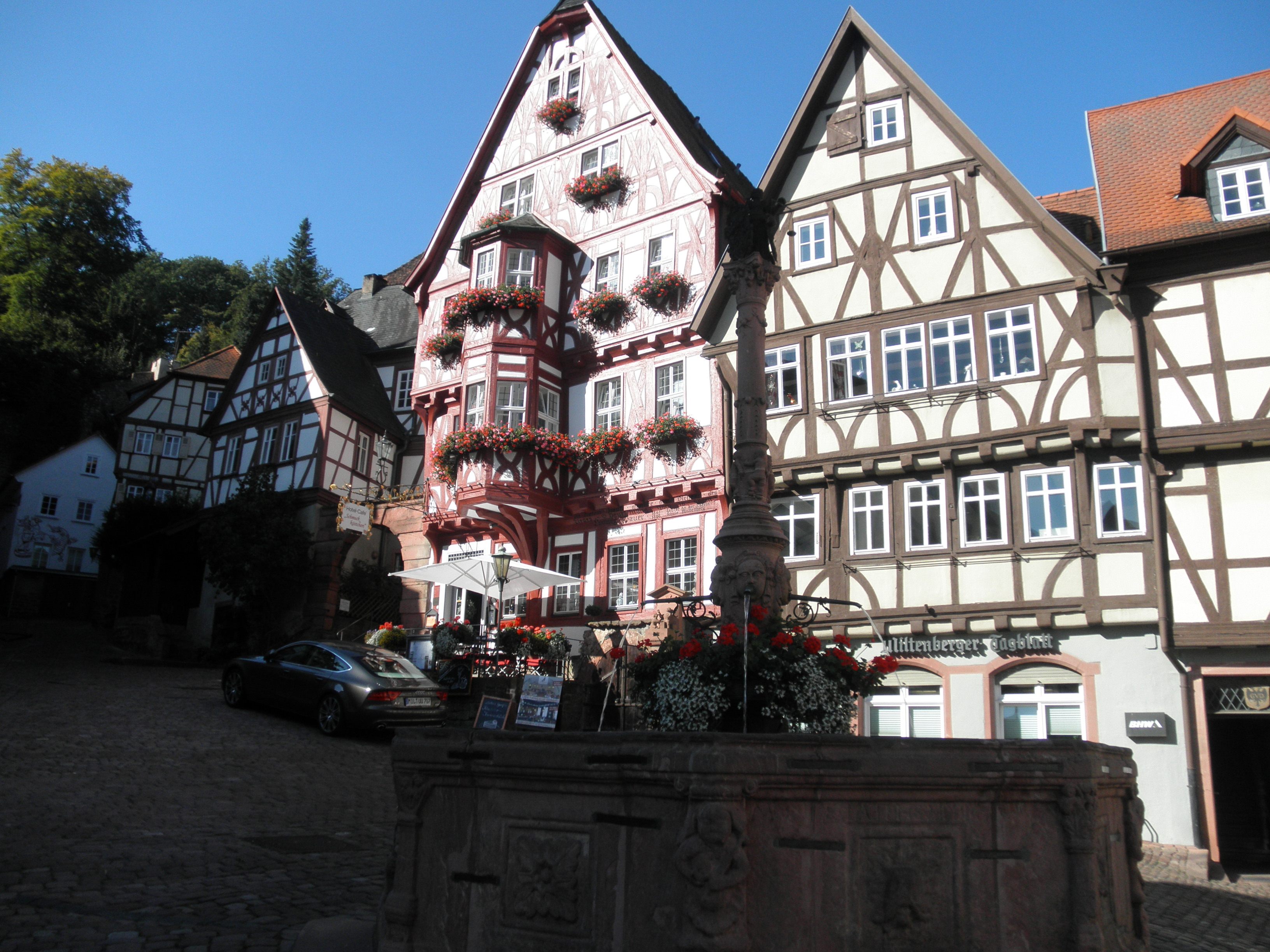
Markt in Miltenberg
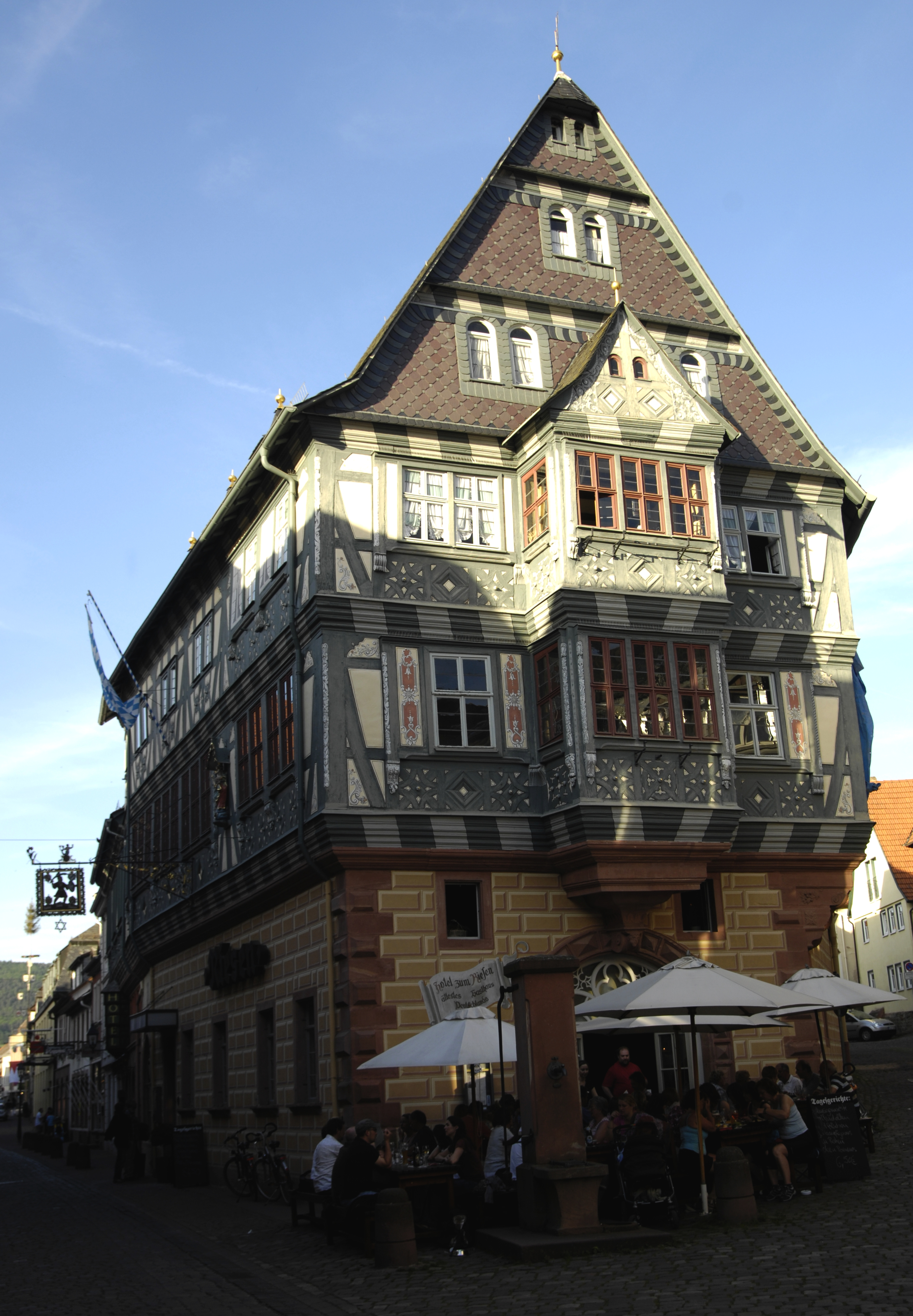
Gasthof ’’Zum Riesen’’ in Miltenberg
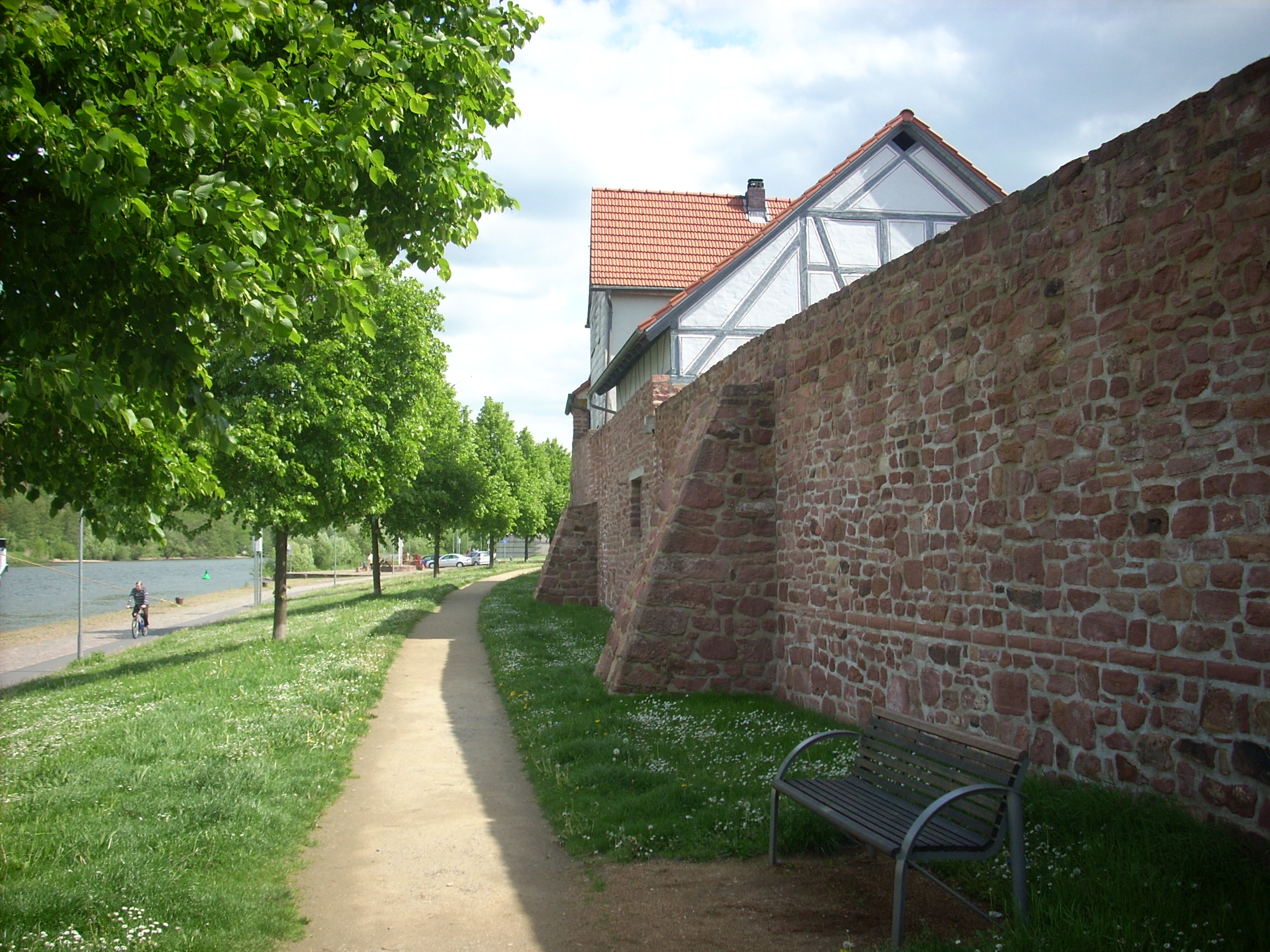
Stadtmauer in Wörth als Hochwasserschutz

- Sehenswert in Mosbach ist vor allem der Marktplatz. Hier steht neben dem Mosbacher Rathaus unter anderem das Palm’sche Haus, ein 1610 erbautes Fachwerkhaus, das als Wahrzeichen der Stadt gilt und eines der schönsten Fachwerkhäuser Süddeutschlands ist. Das älteste Fachwerkhaus ist das Salzhaus. Daneben befindet sich hier die gotische Stiftskirche St. Juliana deren Anfänge ins 13. Jahrhundert reichen, wo sie Teil des Klosters Mosbach war.
- Etwa sieben Kilometer südlich von Buchen liegt die Eberstadter Tropfsteinhöhle. Sie kann über den Skulpturen-Radweg erreicht werden.
- Walldürn liegt im sogenannten Madonnenländchen und ist vor allem als Wallfahrtsort bekannt, in dessen Zentrum die Wallfahrtsbasilika St. Georg steht. Die Wallfahrt entwickelte sich um das Blutwunder von Walldürn, das sich um 1330 ereignet haben soll. Daneben gibt es im Altstadtgebiet zahlreiche historische Bauten, darunter das Rathaus von 1448.
- Amorbach entwickelte sich aus dem ehemaligen Benediktiner-Kloster Amorbach dessen barocke Klosterkirche mit Rokoko-Stuck noch heute das Bild der Altstadt dominiert. Unweit der Klosterkirche befindet sich das Fürstlich-Leiningensche Palais, das bis heute der Familiensitz der Fürsten zu Leiningen ist.

#### Am Main
- Die Altstadt von Miltenberg liegt etwa drei Kilometer abseits des Drei-Länder-Radweges, ist aber einen Abstecher auf dem Main-Radweg wert. In der historischen Altstadt gibt es unter anderem:
  - Die Mildenburg oberhalb der Altstadt.
  - Das Museum Stadt Miltenberg. Es zeigt die historisch-kulturelle Entwicklung der Stadt und erhielt 1999 für seine Konzeption und Präsentation den Bayerischen Museumspreis.
  - Das „Schnatterloch“ am historischen Marktplatz. Der Schnatterlochturm bietet einen Durchgang vom Marktplatz direkt in den Wald. Unter diesem Durchgang befindet sich das eigentliche Schnatterloch: Dabei handelt es sich um ein Loch, welches in eine Entwässerungsrinne mündet, die bis zum Marktplatz führt. Der Name Schnatter leitet sich aus dem alten Begriff „Snade“ ab, mit dem eine Grenze bezeichnet wurde, denn der Regenwassergraben war ursprünglich einmal die Stadtgrenze.[2]
  - Das Hotel Zum Riesen, eines der ältesten oder eventuell das älteste Gasthaus Deutschlands.
  - Das alte Rathaus von 1379.
  - Die gut erhaltenen Stadttore: das Würzburger und das Mainzer Tor.
  - In unmittelbarer Nähe zum Mainzer Tor die Laurentiuskapelle mit dem angrenzenden Laurentiusfriedhof (ca. 14. Jahrhundert).
- Klingenberg am Main verfügt über eine kleine historische Altstadt mit Fachwerkgebäuden aus dem 16. Jahrhundert.
  - Das wohl schönste Klingenberger Fachwerkhaus ist das Alte Rathaus aus dem Jahre 1561.
  - Ebenfalls in der Altstadt liegt das Klingenberger Stadtschloss, ein Renaissancebau von 1560.
  - Die Altstadt war früher von einer Stadtmauer mit drei Stadttoren umgeben, die teilweise erhalten ist. Heute stehen noch die Mauern zwischen Burg und Altstadt und ein Mauerabschnitt am Schlosshof; ebenfalls unversehrt ist das südliche der drei Stadttore, der Brunntorturm.
- In Wörth am Main gibt es:
  - Das Schifffahrts- und Schiffbaumuseum. Es dokumentiert die historische Entwicklung der Binnenschifffahrt und des Schiffbaus am Main.
  - Die Altstadt. Sie ist geprägt von der mittelalterlichen Stadtbefestigung und Fachwerkhäusern.
  - Den Tannenturm aus dem 15. Jahrhundert bildet den nördlichen Abschluss der mainseitigen Stadtmauer, die inzwischen als gleichzeitige Hochwasserschutzmauer ausgebaut wurde.
  - Besonders sehenswert: das Bürgerhaus in der Altstadt, das frühere Rathaus aus dem Jahr 1600.